# Stenalcidia cariaria
Stenalcidia cariaria är en fjärilsart som beskrevs av William Schaus 1897. Stenalcidia cariaria ingår i släktet Stenalcidia och familjen mätare. Inga underarter finns listade i Catalogue of Life.